# Loco Dice
Yassine Ben Achour (Düsseldorf, 10 d'agost de 1974), més conegut amb el nom artístic de Loco Dice, és un DJ alemany i productor de música electrònica. És conegut sobretot pel seu treball en els gèneres house i tech house i les seves residències en discoteques com Fabric, Space, Ushuaïa, Pacha i Hï Ibiza.

## Trajectòria
Loco Dice és fill de pares tunisians que van emigrar a Düsseldorf, on va néixer i es va criar. Va començar la seva carrera com a punxadiscos de música hip-hop essent resident al club local de Düsseldorf Salon des Amateurs abans d'acompanyar artistes com Usher, Ice Cube, Jamiroquai, Snoop Dogg i R. Kelly.
Més endavant, es va passar al house i al techno, a instàncies dels seus companys DJ, Timo Maas i Sven Vath, després d'un estiu a Eivissa el 2002.
Fora de l'escena de la música de ball, Loco Dice ha compost bandes sonores de passarel·la per al dissenyador de moda Marcelo Burlon durant la Setmana de la Moda Masculina de Milà.

## Discografia

### Àlbums
- 7 Dunham Place (4x12") Desolat (DMD Discomania), 2009 / CD / digital) Desolat, 2009
- Underground Suicide (4x12" + 4 Remix 12"s + USB Stick Vinyl Box / digital) Desolat / Ultra Music, 2016
- Love Letters (3x12" / digital) Desolat, 2018[5]

### Senzills / EP
- Phat Dope Shit (PDS) - Four:Twenty Recordings (2002)
- City Lights / Dynamite Love - Four:Twenty Recordings (2003)
- Cellar Door - Four:Twenty Recordings (2003)
- Menina Brasileira - Ovum Recordings (2005)
- Harissa - Cadenza Recordings (2006)
- Carthago - Cocoon Recordings (2006)
- Flight LB 7475 / El Gallo Negro - Ovum Recordings (2006)
- Seeing Through Shadows - M_nus (2006)
- Porcupine / Latex - Rebelone Recordings (2006)
- Pimp Jackson Is Talkin' Now!!! (2008)
- Untitled - Desolat (2009)
- Definition - Desolat (2009)
- La Bicicletta - Cocoon Recordings (2010)
- Knibbie Never Comes Alone / Loose Hooks - M_nus (2011)
- Toxic - Desolat (2012)
- Lolopinho - Desolat (2013)
- Slow Moves - Cocoon Recordings (2013)
- Get Comfy feat. Giggs - Ultra Music (2016)
- Keep It Low feat. Chris Liebing - Ultra Music (2016)
- Party Angels feat. JAW - Ultra Music (2016)
- $lammer - Cuttin' Headz (2018)
- Positive Vibin' - KMS (2018)
- Roots - Desolat (2018)
- Out Of Reach - Desolat (2018)
- Sweet Nectar Blossom - En Couleur (2020)